# Libella

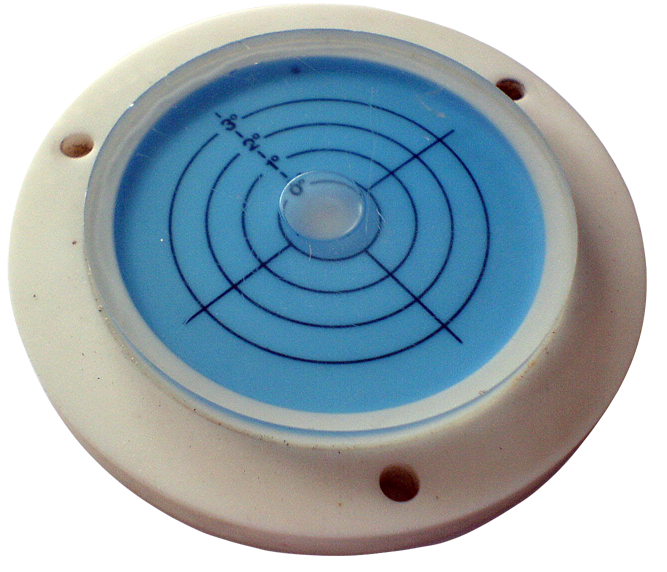
Przykład libelli okrągłej z widocznym koincydencyjnym systemem odczytu

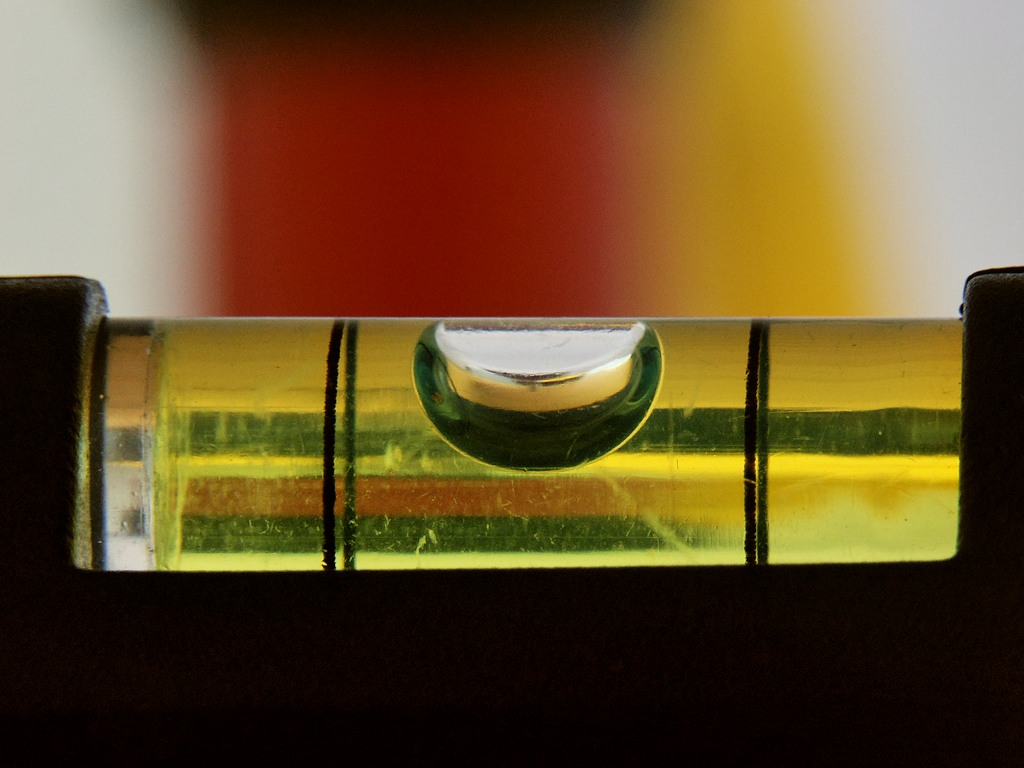
Przykład libelli rurkowej zamontowanej w poziomicy, z widocznym podziałem do celów ustawczych

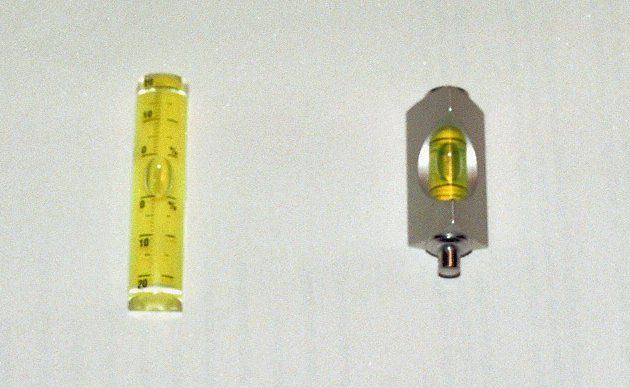
Przykład libelli rurkowej z widocznym podziałem kreskowym (po lewej), przeznaczonym do pomiaru małych kątów

 Libella, libela – przyrząd pomiarowy do wyznaczania małych kątów pochylenia prostych lub płaszczyzn w odniesieniu do kierunku poziomego lub pionowego, używany do ustawiania tych prostych i płaszczyzn w żądanym położeniu, najczęściej poziomym lub pionowym.

## Klasyfikacja libell
Podział libell ze względu na kształt ampułki
- libelle okrągłe (pudełkowe, sferyczne)
- libelle rurkowe (podłużne)

Podział libell ze względu na ich dokładność
- bardzo dokładne – przewaga 1''–4''
- dokładne – przewaga 10''–20''
- średnio dokładne – przewaga 30''–60''
- mało dokładne – przewaga 180''–600''

Podział libell ze względu na przeznaczenie
- ustawcze (mało i średnio dokładne), w tym libelle alidadowe i libelle kolimacyjne (alidadowe koła pionowego)
- niwelacyjne (średnio dokładne i dokładne)
- nasadkowe lub wiszące (dokładne i bardzo dokładne)
- Horrebowa (dokładne i bardzo dokładne)
- Talcotta (dokładne i bardzo dokładne)

## Podstawowe parametry
- przewaga
- czułość